# Książęta Frankonii

## Dynastia Konradynów
- 906–911 Konrad III
- 911–939 Eberhard III
  - 935–955 Konrad IV Rudy
- 955–1004 Otto Worms

## Dynastia salicka
- 1004–1011 Konrad V Starszy
- 1011–1039 Konrad VI
- 1011–1039 Konrad VII Młodszy
- 1039–1056 Henryk I
- 1056–1076 Henryk II
- 1076–1088 Konrad VII

## Dynastia Hohenstaufów
- 1079–1105 Fryderyk I Stauf
- 1115–1138 Konrad VIII
- 1138–1150 Henryk Stauf
- 1152–1167 Fryderyk II Stauf
- 1167–1169 Fryderyk V
- 1169–1188 Fryderyk VI
- 1188–1196 Konrad IX